# Саяцька селищна адміністрація
Сая́цька селищна адміністрація (каз. Саяқ кенттік әкімдігі, рос. Саякская поселковая администрация) — адміністративна одиниця у складі Балхаської міської адміністрації Карагандинської області Казахстану. Адміністративний центр та єдиний населений пункт — селище Саяк.
Населення — 2309 осіб (2021; 2986 у 2009, 3775 у 1999, 5322 у 1989).
Станом на 1989 рік існувала Саяцька селищна рада (смт Саяк) у складі Балхаської міської ради.